# Hans-Günther Pölitz
Hans-Günther Pölitz (* 26. Januar 1952 in Waldheim) ist ein deutscher Kabarettist und Gründer des Kabaretts „Magdeburger Zwickmühle“.

## Bühne
Pölitz begann 1972–1982 bei dem Studentenkabarett „Junge Dornen“ der PH Zwickau und ging dann während seiner Schauspielausbildung von 1982 bis 1984 zur „Herkuleskeule“ nach Dresden. Danach folgte sein Wechsel nach Magdeburg, beim Kabarett „Zange“ war er von 1982 bis 1989 Autor und Regisseur und von 1984 bis 1993 Kabarettist und Direktor bei den „Kugelblitzen“. 1994–1995 war Pölitz Autor und Kabarettist bei der „Münchner Lach- und Schießgesellschaft“. 1996 gründete er mit der „Magdeburger Zwickmühle“ sein eigenes Kabarett, dort ist Pölitz neben der Arbeit auf der Bühne Autor und künstlerischer Direktor.

## Rundfunk und Fernsehen
Seit 1996 verfasst Hans-Günther Pölitz eine wöchentliche Radio-Kolumne beim MDR 1 Radio Sachsen-Anhalt, beim „Pölitz-Frühstück“ erklärt er seinem „Muttilein“ die Ereignisse der Woche. Nachzulesen in seinem Buch „Abwatschen und Tee trinken - Satiren aus 14 Jahren ‚Pölitz-Frühstück‘“. Ab 1999 trat er vier Mal im Jahr live aus der „Magdeburger Zwickmühle“ in der Kabarettsendung „Die 3 von der Zankstelle“ mit Marion Bach und Rainer Basedow im MDR Fernsehen auf. Die Sendung wurde 2010 vom MDR eingestellt.

## Schriften
- Alphabet des Schreckens, Eulenspiegel Verlag, Berlin 2013, ISBN 978-3-359-02384-5.
- Schwafel, Pech und Pferdefüße. Der Teufel steckt hinter jedem Kreuz, Eulenspiegel Verlag, Berlin 2015, ISBN 978-3-359-02463-7.
- Der Fünfundsechzigjährige, der aus dem Bett stieg und beim Frühstück in der Zeitung verschwand, Eulenspiegel Verlag, Berlin 2017, ISBN 978-3-359-01735-6.
- Problembären aus dem Staatszirkus. Eulenspiegel Verlag, Berlin 2019, ISBN 978-3-359-01396-9.

## Auszeichnungen
1990 erhielt er einen Kabarettpreis der Rundfunkanstalten ARD, DDR 1, SRG, ORF – „Salzburger Stier“, 1992 folgte ein „Goldener Kiebitz“ des Kabaretts „Die Kiebitzensteiner“ in Halle. 1993 wurde er von der Volksstimme als Magdeburger des Jahres geehrt. 1999 bekam Pölitz den Ostdeutschen Kabarettpreis in der Kategorie Ensemble für das Programm „Wir haben uns überlebt“ im Rahmen der  Lachmesse Leipzig und den Stern des Jahres 1999 der Münchner Abendzeitung. 2000 bekam er den Reinheimer Satirelöwen und 2001 den Preis der Leipziger Lachmesse, den Leipziger Löwenzahn. 2003 erhielt Pölitz den Schweizer Kabarettpreis „Cornichon“ und 2004 einen Kabarettpreis der Stadt Bernburg: „Till 2004“. 
Hans-Günther Pölitz ist verheiratet mit Regina Pölitz und hat eine Tochter, Tonja Pölitz, Journalistin.